# 김동수 (카누 선수)
김동수(1969년 2월 28일~)은 대한민국의 카누 선수로, 1988년 하계 올림픽에 참가했다.